# Pavuna
Pavuna – stacja końcowa metra w Rio de Janeiro, na linii 2. Zlokalizowana jest za stacją Engenheiro Rubens Paiva. Została otwarta 24 września 1998.